# Fra skizzebogen, otte klaverstykker
Fra skizzebogen, otte klaverstykker (Deens voor Uit een schetsboek, acht stukken voor piano) is een compositie van Niels Gade. Het is een verzameling werkjes voor piano met enige romantische titels. De werkjes bleven lang als schets staan, ze werden pas in 1886 uitgegeven door Edition Wilhelm Hansen.
De achtwerkjes zijn:
1. Fuglekvidder (Getsjilp van vogels) in A majeur
2. Freidigt mod (Dapper) in D majeur
3. Stille tanker (Stille gedachten) in G majeur
4. Melodie in C majeur
5. Brevduen (Postduif) in G majeur
6. Romanze in F majeur
7. Hilsen (Groet) in D majeur
8. Sommerstemning (Zomerstemming) in G majeur

Opvallend aan het werk is, dat alle stukjes in majeur toonsoort zijn geschreven. 